# Borj Masouda
Le borj Masouda (arabe : برج مسعودة) ou borj Lella Masouda Essamra (برج للا مسعودة السمراء) est l'un des quatre forts principaux de la médina de Sfax.

## Localisation et étymologie
Le fort se trouve au niveau de l'angle nord-est de la médina, à proximité de Bab Charki. Il doit son nom à Masouda Essamra, une femme noire qui abritait le fort et qui a dédié sa vie au service des noirs de Sfax.

## Histoire

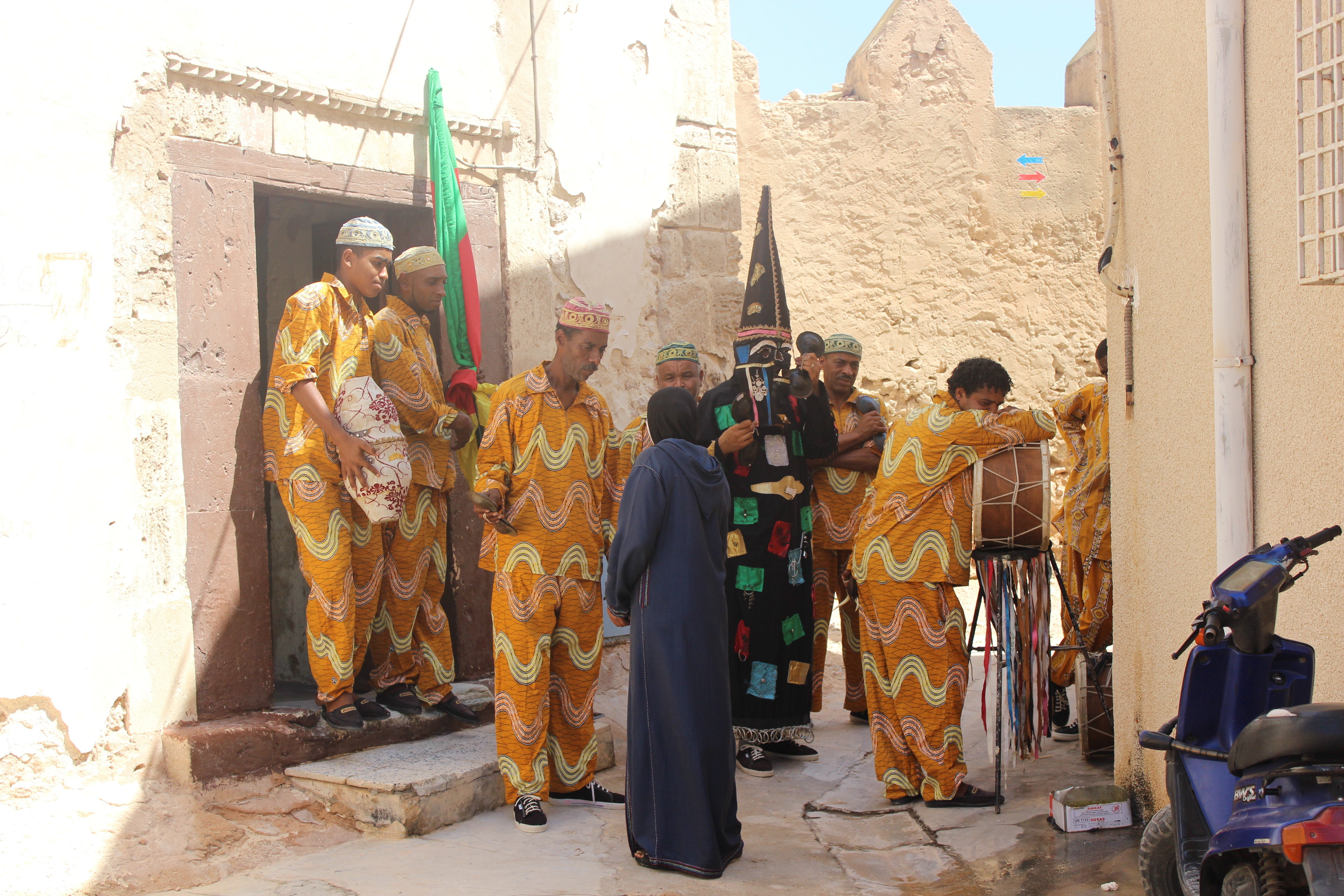
Concert de stambali au borj Masouda.

Selon Mahmoud Megdiche, le fort tire son nom d'une femme noire qui habitait à Sfax et qui a dédié sa vie à aider les habitants de la ville et à la protection du fort. Il est très difficile de préciser la date de sa construction, mais il figure dans les illustrations de Louis-Salvator de Habsbourg-Toscane en 1789. De plus, la nature de ses colonnes suggère qu'il a été bâti avant l'arrivée au pouvoir des Hafsides. Son rôle principal était la surveillance des façades nord et est de la médina.
En 1857, et sur un ordre du bey, une fratrie y est créée en son sein avec le cheikh El Sellami à sa tête.

## Architecture
Le borj Masouda est une tour octogonale plus grande que le reste des tours des murailles. Sa hauteur dépasse les quatre mètres et chacun de ses côtés mesure 5,4 mètres. Il est constitué de deux niveaux dont l'inférieur est plus grand. Le deuxième étage comporte une salle de prière divisée en deux galeries par deux colonnes suivant la direction de la qibla.
À droite du mihrab se trouve une petite cellule (maqsura) où la sainte Masouda Essamra est enterrée,.

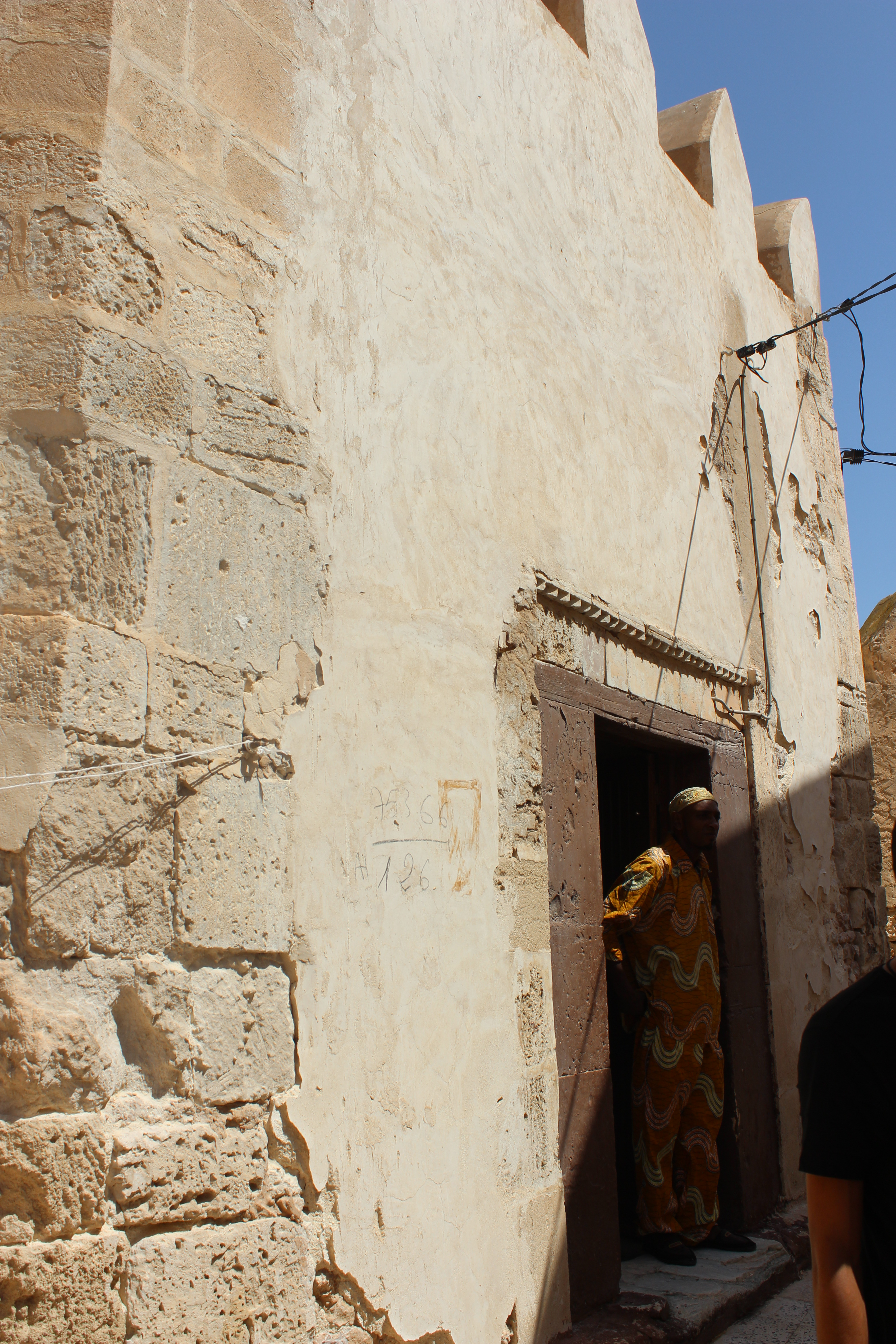
Entrée du fort.
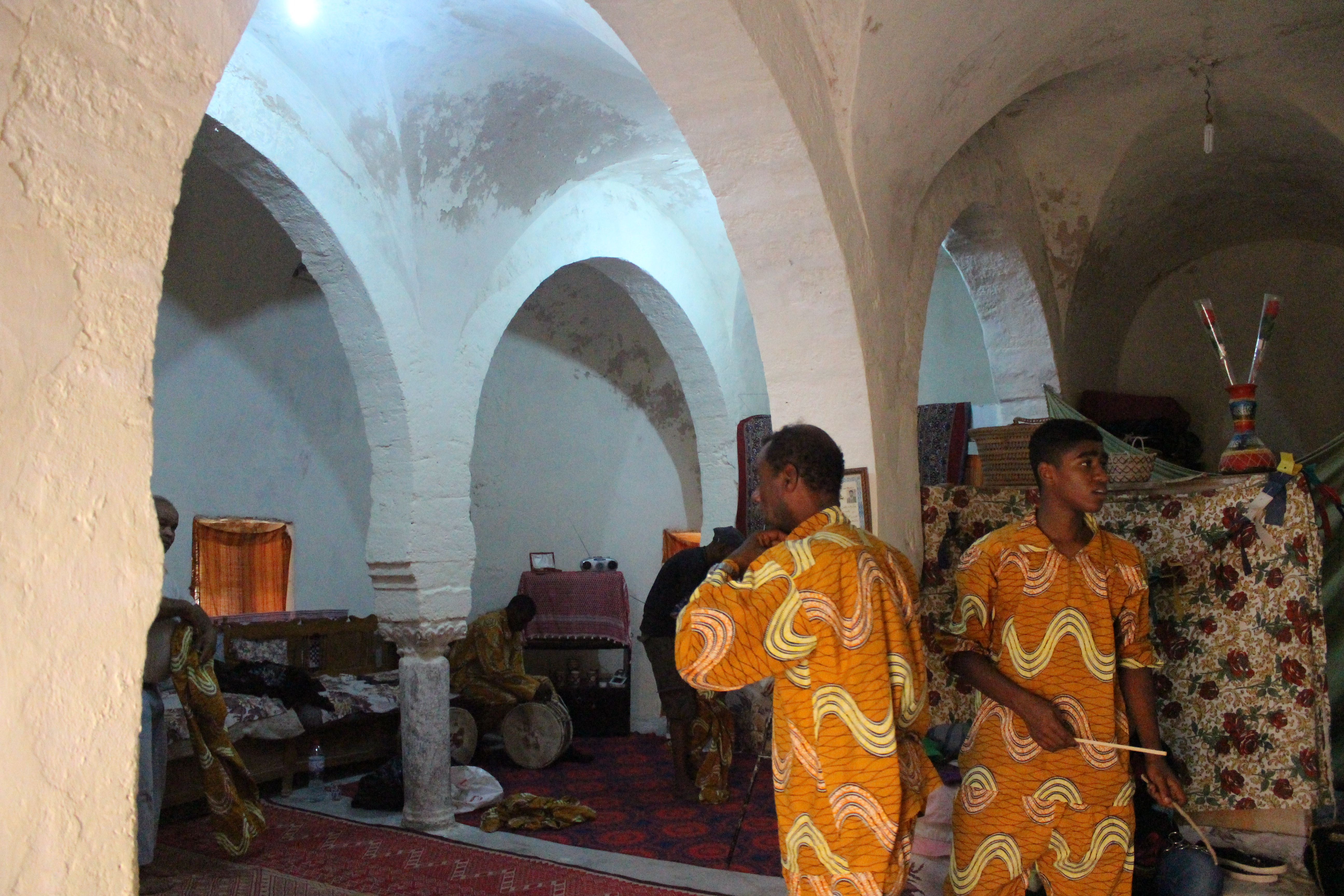
Salle de prière.
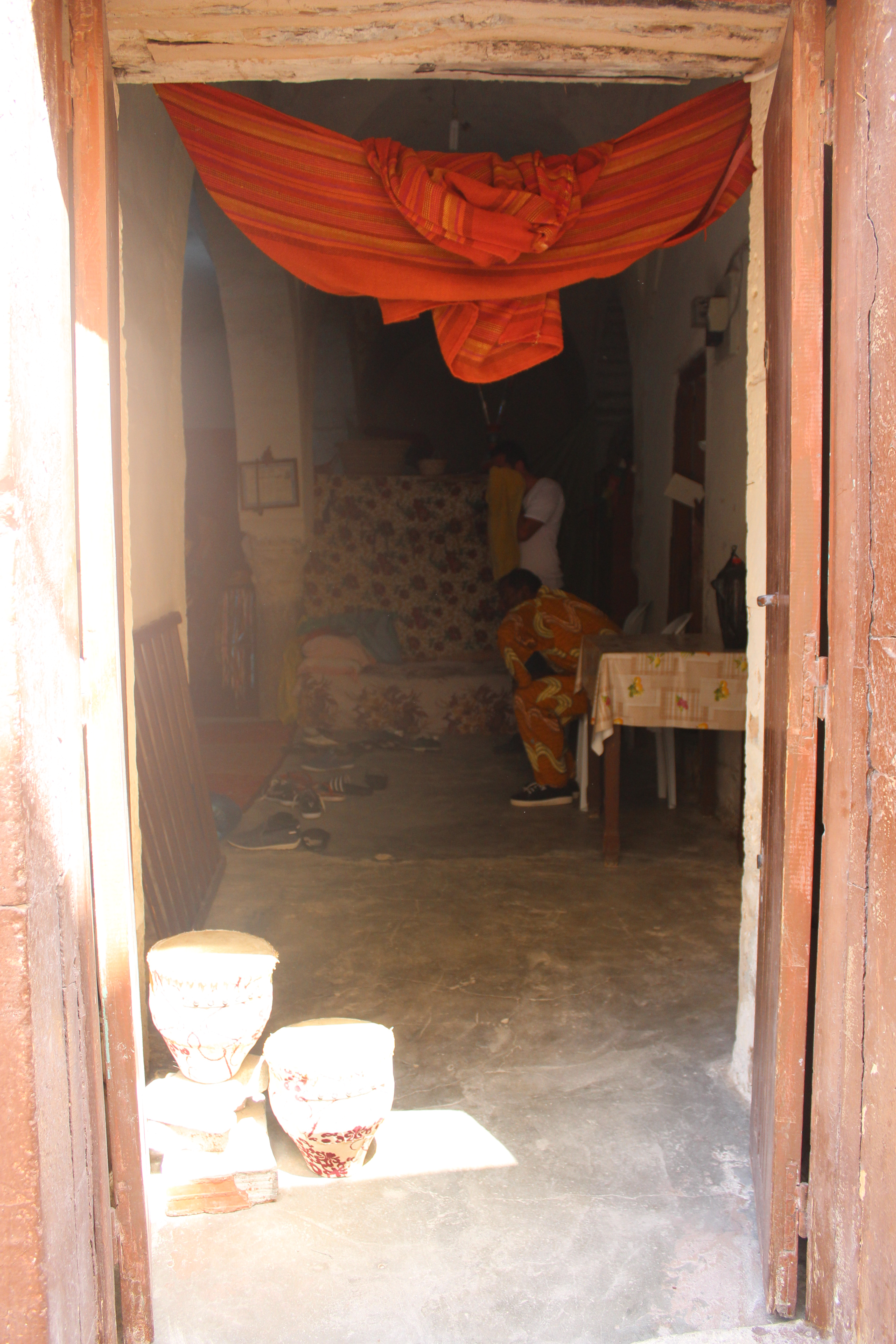
Intérieur du fort.